# Louis-Benjamin Francœur

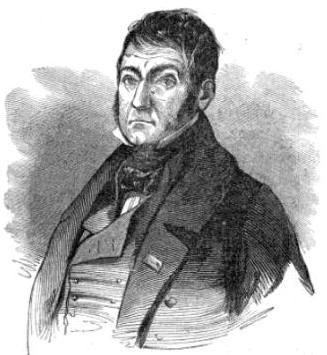
Louis-Benjamin Francœur

Louis-Benjamin Francœur (n. 16 august 1773 la Paris - d. 15 decembrie 1849 la Paris) a fost un matematician francez.
Tatăl său, Louis Joseph Francœur, și unchiul său, François Francœur, au fost compozitori.

## Biografie
În 1795 s-a înscris la Politehnică, iar după încheierea studiilor a devenit profesor de matematică, în particular pregătind copiii unor personalități din înalta societate.
În 1798 devine repetitor la Școala Politehnică, iar în 1804 intră ca profesor examinator pentru aspirantură și în același timp și profesor de matematică la Școala Centrală Saint Antoine.
Apoi a predat calculul diferențial și integral la Colegiul Charlemagne, iar în 1809 a fost numit profesor la Facultatea de Științe.
Evenimentele din anul 1815 au avut o influență negativă asupra vieții sale.
A fost suspectat de atitudine regalistă și de prietenia cu Carnot.
Și-a pierdut catedra, rămânând doar profesor la Sorbona.
În 1842 devine membru al Academiei Franceze de Științe.
De asemenea, a fost membru al mai societăți de științe din Europa.

## Activitate științifică
S-a ocupat de probleme de mecanică, calculul probabilităților, geodezie.
A fost principalul colaborator la Dicționarul Tehnologic al Franței.
A adus științei franceze servicii deosebite prin abilitatea sa de a propaga și explica descoperirile științifice moderne ale epocii.
Aritmetica lui Francoeur a fost tradusă în română de către Ion Heliade Rădulescu și tipărită de acesta în tipografia sa, fiind utilizată la Școala Națională de la Sf. Sava.
În acestă lucrare este menționat sistemul metric.
De asemenea, Tratatul de geodezie din 1835 a tradus în română de Ioan Popp în 1854, dar a rămas în manuscris.

## Scrieri
- 1800: Traité de Mécanique élémentaire et théorique (Paris);
- 1809: Cours complet de Mathématiques pures (Paris);
- 1810: Éléments de Statique (Paris)
- 1845: Traité d'Arithmétique appliquée à la banque, ou commerce, à l'industrie (Paris).